# Bogarra
Bogarra és un municipi de la província d'Albacete, que es troba a 75 km de la capital de la província. Pertany a la comarca de la Serra del Segura. El 2005 tenia 1.121 habitants, segons dades del INE: 538 dones i 583 homes. Inclou les pedanies de El Altico, Cañadas de Haches de Abajo, Cañadas de Haches de Arriba, Las Casas de Haches, La Dehesa del Val, Las Mohedas, Potiche i Yeguarizas.